# Baia di Abū Qīr

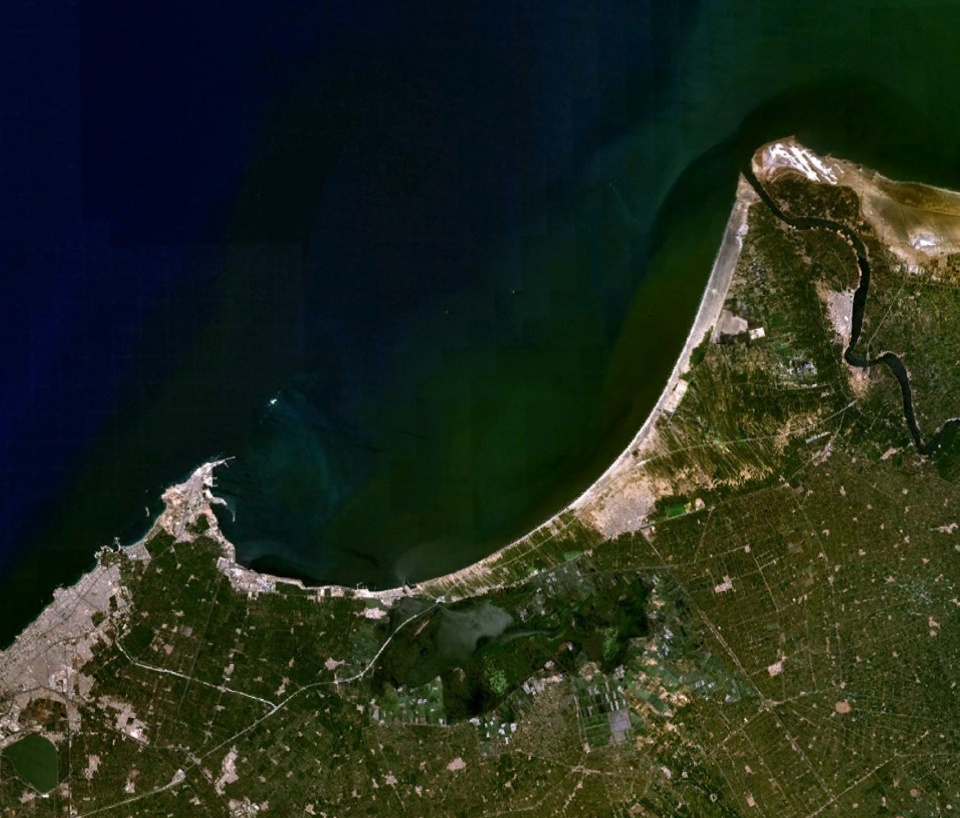
La baia di Abū Qīr vista dal satellite

La baia di Abū Qīr (a volte chiamata anche: baia di Abukir o baia di Aboukir) (in arabo: خليج أبو قير; traslitterato: Khalij Abu Qir) è un'ampia baia dell'Egitto che si affaccia sul mar Mediterraneo, situata tra Abukir (nei pressi di Alessandria d'Egitto) e la città di Rosetta, sulla foce del Nilo. Essa contiene un campo di gas naturale, scoperto nel 1970.
Nelle acque della baia sono sommerse le rovine di Heracleion.

## Storia
Il 1º agosto 1798, Horatio Nelson e Napoleone Bonaparte vi combatterono la battaglia del Nilo, spesso definita come la "Battaglia della baia di Aboukir".
Il 1º marzo 1801, circa 70 navi da guerra britanniche, insieme con mezzi di trasporto che trasportavano 16 000 soldati, al comando del generale Ralph Abercromby, attraccarono nella baia di Aboukir. L'intento era quello di sconfiggere il corpo di spedizione francese che era rimasto in Egitto, dopo il ritorno di Napoleone Bonaparte in Francia. Il maltempo fece ritardare lo sbarco di una settimana, ma l'8 marzo, il capitano Alexander Cochrane della HMS Ajax riuscì a portare nella baia circa 320 imbarcazioni.
Gli inglesi poi sconfissero l'esercito francese nella battaglia di Alessandria d'Egitto.